# Канза

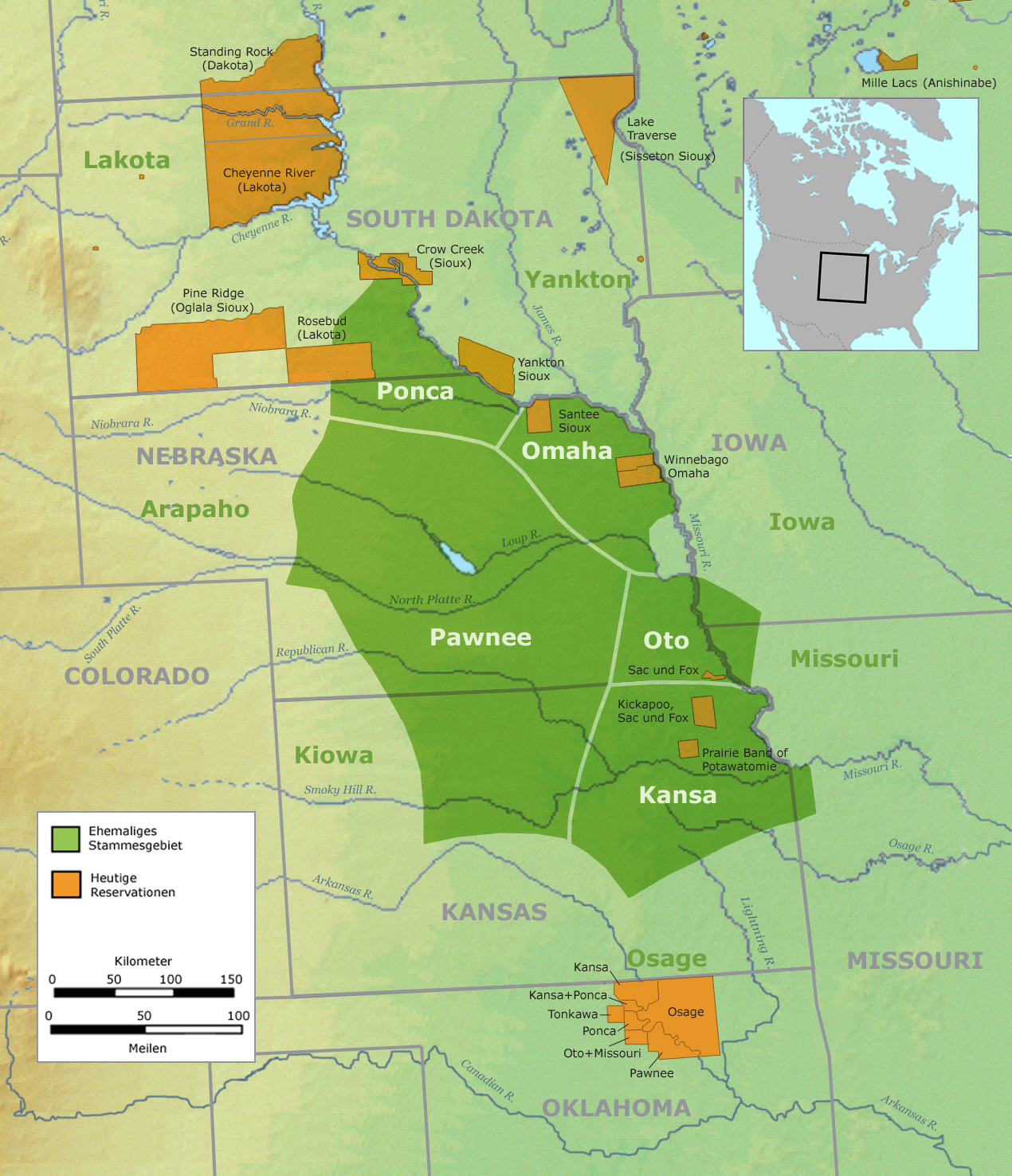
Территория канза в XIX веке

Ка́нза, ка́нзы, ка́у — индейский народ группы дегиха (дхегиа) языковой семьи сиу, лингвистически наиболее близки куапо и осейджам.

## История

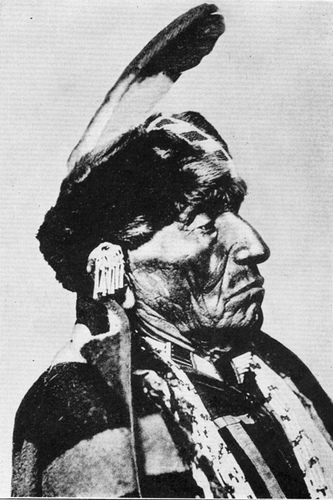
Вашунга, вождь канза, 1880 г.

Во время миграции из долины реки Огайо канза отделились от других дегиха и обосновались в устье реки Канзас. Там они прожили некоторое время, а затем продолжили путь вверх по Миссури, но были атакованы шайеннами и вынуждены вернуться назад, к реке Канзас. К 1750 году канза проживали на северо-востоке современного штата Канзас. Согласно Льюису и Кларку, в 1804 году канза жили на р. Канзас в двух поселениях и могли выставить около 300 воинов.
По договору 1825 года в Сент-Луисе канза уступили США свои земли на севере Канзаса и юго-востоке Небраски, но сохранили право на территорию на р. Канзас. 14 января 1846 года канза были вынуждены подписать новый договор с Соединёнными Штатами, в результате которого они уступили 2000000 акров своей земли. Для племени была определена резервация у Кансил-Гроув на р. Неошо, штат Канзас. Когда земли канза заполонили белые поселенцы, правительство переселило племя на Индейскую Территорию, где для них была образована новая резервация, рядом с осейджами.

## Население
Эпидемии и межплеменные войны стали причиной сокращения численности канза. К 1905 году численность племени составляла всего 209 человек, из которых лишь 90 были чистокровными канза. В 2005 году численность официально зарегистрированных членов племени канза составила 2821 человек .

## Известные представители
- Белое Перо[англ.] — вождь.
- Чарлз Кёртис — 31-й вице-президент США, со стороны матери Кёртис был потомком вождя канза.